# Förbundet för folkbildning
Förbundet för folkbildning (finska: Kansan sivistystyön liitto, KSL), är en det finländska Vänsterförbundet närstående organisation inom det fria folkbildningsarbetet. Organisationen grundades 1964 och har sitt säte i Helsingfors. 
Till förbundet hör utom partiet bland annat dess pensionärsorganisation, Finlands demokratiska pionjärers förbund, Arbetarnas bildningsförbund och det svenskspråkiga Folkets bildningsförbund (FBF, Åbo, grundat 1946). KSL upprätthåller studiecentralen KSL-opintokeskus, som anordnar vuxenutbildning i form av bland annat studiecirkel-, föreläsnings- och kursverksamhet som fokuserar på samhälls- och föreningskunskap, IT och kommunikation samt konst och praktiska färdigheter. Organisationen upprätthåller sedan 1988 en lokalradiostation i Helsingfors tillsammans med bland annat Arbetarnas bildningsförbund och Samfundet Folkhälsan.